# نهائي كأس ولي العهد السعودي 1995
نهائي كأس ولي العهد السعودي 1995 هي مباراة تحديد الفائز بكأس ولي العهد السعودي 1994–95. اقيمت المباراة في استاد الملك فهد الدولي بمدينة الرياض في عام 1995 وقد فاز بالمبارة نادي الهلال بعد تغلبة على نادي الرياض بنتيجة 1–0.

## الطريق إلى النهائي
| الهلال                | الهلال  | الجولة      | الأهلي  | الأهلي |
| نتيجة                 | المنافس | الجولة      | المنافس | نتيجة  |
| 3–0                   | ضمك     | دور الـ16   | –       | –      |
| 2–1 (أنتهت بهدف ذهبي) | الشباب  | ربع النهائي | الوحدة  | 0–2    |
| 1–0                   | الاتحاد | نصف النهائي | الاتفاق | 0–2    |

## تفاصيل المباراة
| الهلال      | 1–0 | الرياض |
| ----------- | --- | ------ |
| سامي الجابر |     |        |